# محمد مصدق کهنموئی
محمد مصدق کهنموئی (زادهٔ ۱۳۴۲ تبریز) روحانی و قاضی اهل ایران است. وی عضو شورای پژوهش پژوهشکده حقوق و قانون ایران است. او پیشتر معاون اول رئیس قوه قضائیه جمهوری اسلامی ایران، رئیس دیوان عدالت اداری، معاونت حقوقی قوه قضائیه و معاون اول دادستان کل کشور را بر عهده داشته‌است. وی همچنین از سال ۱۴۰۰ تا اردیبهشت سال ۱۴۰۳ نماینده قوه قضائیه در شورای نظارت بر صدا و سیما بود. وی هم‌زمان با شروع محاکمه فرزندانش در ۲۳ اسفند ۱۴۰۲ از سمت خود استعفا کرد و محسنی اژه‌ای با استعفایش موافقت کرد. فرزندان او درنهایت به هفده سال حبس محکوم شدند.

## زندگی‌نامه
محمد مصدق کهنموئی در ۱۳۴۲ در تبریز به دنیا آمد. او از ۱۴ سالگی وارد حوزه علمیه تبریز و سپس قم شد. او در قم شاگرد روحانیونی چون میرزا جواد تبریزی و محمد فاضل لنکرانی بوده‌است. بر پایه وبگاه پژوهشکده حقوق و قانون ایران تحصیلات او بیش از ۱۰ سال خارج فقه و اصول سطح چهار و برابر دکترا است.
مصدق کهنموئی در سال ۱۳۷۲ در مقطع کارشناسی ارشد رشته مدرسی الهیات و معارف اسلامی از پایان‌نامه‌اش با موضوع تحلیل و بررسی صلح امام حسن علیه السلام دفاع کرد و از دانشگاه تربیت مدرس فارغ‌التحصیل شد. تحصیلات تکمیلی او تا دریافت دکترای حقوق کیفری ادامه پیدا کرد.

## فعالیت قضایی
مصدق از سال ۱۳۷۱ کار قضایی خود را به عنوان دادیار در سازمان قضایی نیروهای مسلح آغاز کرد و به ترتیب به ریاست دادگاه، مدیرکلی و معاون قضایی این سازمان رسید. مصدق در سال ۱۳۹۱ به معاونت بررسی و پیشگیری دادستانی دادگاه ویژه روحانیت رسید.
مصدق از سال ۱۳۹۵ معاون محمد جعفر منتظری، دادستان کل کشور شد. فروردین ۱۳۹۸ و در زمان ریاست سید ابراهیم رئیسی در قوه قضاییه، معاونت حقوقی و امور مجلس این قوه شد. او در فاصله فروردین تا تیر ماه ۱۴۰۰ نیز با حکم رئیسی ریاست دیوان عدالت اداری ایران را بر عهده داشت. در ۲۲ تیر ۱۴۰۰ با حکم غلامحسین محسنی اژه‌ای، رئیس جدید قوه قضائیه، به عنوان معاون اول این قوه معرفی شد. او در همان سال به نمایندهٔ قوه قضاییه در شورای نظارت بر صدا و سیما منصوب شد.
در زمان معاونت مصدق در قوه قضائیه حواشی از سخنان او مطرح شد:
- درخواست ممنوعیت تحصیل فرزندان مسئولان در خارج از کشور[۹]
- تلاش برای حذف تبصره ماده ۴۸ قانون آیین دادرسی کیفری؛ بر اساس این تبصره، در جرائم علیه امنیت داخلی یا خارجی و همچنین جرائم سازمان‌یافته که مجازات آنها مشمول ماده (۳۰۲) این قانون است، محکومان باید وکیل یا وکلای خود را از بین وکلای رسمی دادگستری که مورد تأیید رئیس قوه قضائیه باشند، انتخاب کنند. اسامی وکلای مزبور توسط رئیس قوه قضائیه اعلام می‌شود.[۱۰][۱۱][۱۲]
- تکذیب دستورالعمل اهدای عضو توسط محکومان به قصاص[۱۳]

## فساد
در مهر ۱۴۰۲، چند هفته پس از انتشار خبر بازداشت دو فرزند یک مقام ارشد قوه قضائیه جمهوری اسلامی در کانال‌های تلگرامی به اتهام فساد مالی، فرهیختگان و خبرگزاری تسنیم (رسانه نزدیک به سپاه پاسداران) گزارش کردند که دو فرزند مصدق به عنوان متهمان پرونده فساد ۲۰ هزار میلیارد تومانی محمد رستمی صفا، مالک گروه صنعتی رستمی صفا، بازداشت شدند.
امیر‌حسین و محمد‌صادق، پسران محمد مصدق کهنمویی، معاون اول سابق قوه قضاییه، در پرونده فساد اقتصادی در مجموع به ۲۵ سال و ۹ ماه زندان و رد مال محکوم شدند.